# Hanna Mikhail
Hanna Ibrahim Mikhail, detto Abu Omar (in arabo حنا إبراهيم ميخائيل‎?, Ḥannā Ibrāhīm Mīkhā'īl; Ramallah, 24 ottobre 1935 – ...), è stato un attivista palestinese; esponente di spicco di Fatah, fu uno dei principali rappresentanti dell'ala sinistra del movimento.

## Biografia
Hanna Mikhail nacque a Ramallah da famiglia palestinese cristiana di fede quacchera; tra i suoi cugini figurano la politica palestinese Hanan Ashrawi. Studiò alla Ramallah Friends School, dove si dimostrò uno studente eccezionale. Ottenne una borsa di studio per il Haverford College in Pennsylvania, dove studiò chimica; in seguito conseguì un dottorato in politica e studi islamici all'Università Harvard, scrivendo una tesi sul giurista arabo al-Mawardi con relatore Hamilton Gibb. Insegnò poi scienze politiche all'Università di Princeton e all'Università del Washington.
In seguito alla disfatta araba nella guerra dei sei giorni del 1967, Mikhail decise di abbandonare la carriera accademica per impegnarsi attivamente per la causa palestinese. Optò per Fatah, data la mancanza di una rigida dottrina ideologica nel gruppo; fondò e diresse l'ufficio di pubbliche informazioni del movimento. Nell'estate del 1969 abbandonò gli Stati Uniti d'America per stabilirsi nei campi profughi palestinesi in Giordania, dove si occupò della formazione politica dei militanti e istituì programmi educativi e attività ricreative per i giovani. Si trasferì in seguito ad Amman, dove contribuì a realizzare un apparato informativo centrale e si occupò delle relazioni con i paesi dell'Europa occidentale. Istituì svariate iniziative culturali e un campo di solidarietà internazionale ad Amman, che attirarono numerosi europei. Si occupò intensamente delle pubbliche relazioni del movimento e fu consulente mediatico di Yasser Arafat. Conobbe l'attivista palestinese Jehan Helou, che sposò nel 1972. Strinse una profonda amicizia con Edward Said e Jean Genet.
In seguito agli eventi del Settembre nero in Giordania del 1970-1971, la resistenza palestinese si ritirò dal paese; Mikhail si stabilì quindi nell'estate del 1971 a Beirut, in Libano, dove si unì al Palestinian Research Center, al comitato editoriale della rivista Shu'un Filastiniyya, al Centro di Pianificazione Palestinese e al Comitato Organizzativo per i Territori Occupati. Nel 1973 entrò a far parte del comitato direttivo di Fatah in Libano. Nel 1974, su richiesta di Arafat, gli venne proposto di diventare delegato dell'Organizzazione per la Liberazione della Palestina presso l'Organizzazione delle Nazioni Unite; egli declinò la proposta per poter continuare a concentrarsi sul piano strutturale interno dell'organizzazione. Nel 1975 si stabilì per tre mesi insieme ad altri dirigenti palestinesi a Hanoi, per approfondire le dinamiche della guerra del Vietnam. Fu poi l'unico membro arabo della giuria del Tribunale Russell II, dove conobbe e strinse amicizia con Lelio Basso.
Mikhail scomparve nel luglio 1976, mentre viaggiava in barca verso Tripoli insieme ad altri nove militanti palestinesi; l'intento era quello di giungere in città per organizzare la locale milizia palestinese e coordinarne le attività con gli alleati del Movimento Nazionale Libanese. La sua scomparsa rimane un mistero; sono state proposte varie ipotesi, tra le quali la morte per mano di un bombardamento israeliano, dei falangisti o dei siriani. La moglie Jehan si impegnò in un'intensa ricerca del marito per i successivi dodici anni. L'Organizzazione per la Liberazione della Palestina lo dichiarò martire.

## Idee politiche e personalità
Mikhail era un progressista e un marxista e vedeva la lotta palestinese come un movimento di liberazione contro l'imperialismo, il sionismo e i movimenti reazionari arabi. Guardava con ammirazione i guerriglieri vietnamiti. Risaltava l'importanza di un'organizzazione strutturale nel movimento, di relazioni fondate sulla democrazia e dell'unità della sinistra palestinese. Criticò dell'Organizzazione per la Liberazione della Palestina l'assenza di una dimensione sociale, l'eccessiva burocrazia e la corruzione, che ne minavano l'efficienza e lo spirito rivoluzionario. Egli legittimava la lotta armata, anche se si opponeva a operazioni al di fuori dei territori occupati da Israele. Poneva enfasi sul ruolo di una resistenza civile e pacifica che potesse portare all'istituzione di Stato unico democratico per tutti i cittadini e riteneva possibile un dialogo con Israele solamente a patto che fosse garantita una posizione di parità per i palestinesi.
Per Mikhail l'istruzione e la cultura rivestivano un ruolo fondamentale nella formazione di una classe dirigente rivoluzionaria; importante era per lui anche la coltivazione di un'identità nazionale araba. Egli lavorò nella redazione di documenti storici sulla regione con una prospettiva araba; questi lavori furono poi perduti con l'invasione israeliana del 1982. Mikhail si impegnò nel favorire lo sviluppo di attività culturali nei territori occupati, in particolare nell'ambito del teatro. Per quanto ritenessero fondamentale il rispetto delle tradizioni, Mikhail e la moglie Jehan furono molto attivi per i diritti delle donne. Mikhail era un cristiano praticante; la fede quacchera e pacifista della sua famiglia lo portò a impegnarsi per la causa palestinese a livello intellettuale, senza brandire armi. Per Mikhail la propria identità nazionale palestinese è sempre stata più importante di quella religiosa cristiana, la quale era per lui secondaria. Mikhail si distinse per il suo stile di vita austero, rifiutando spesso di ricevere un salario o un'automobile.

## Opere
- Politics and Revelation: Mawardi and After (1995)